# قرية تكننت
تكننت قرية تقع بموريتانيا في ولاية بتكانت مقاطعة تجكجة تأسست سنة 1976 على ربوة تقع بالقرب من سد تم إنشاؤه في زمن المستعمر سنة 1958 يعرف باسم «سد تكننت» . ويعتمد سكان القرية على الزراعة وتربية الماشية ويبلغ تعدادهم حوالي ثلاثمائة نسمة .
وفي هذه القرية تنشط رابطة ثقافية شبابية تسمى رابطة شباب تكننت لنشر الثقافة والفنون الجميلة
ويلاحظ حسب معلومات دقيقة أن هذه الرابطة تساهم في تنمية هذه القرية وإثراء ساحتها الثقافية والعلمية وتساهم في محوالأمية ...
ولهي الرابطة الشباب ية الوجيدة التي تمتلك موقع في شبكة الإنتر نت وتملك منتديات حوارية ..
والمواقع المتعلقة بهذه القرية والرابطة الشبابية تجدونها هنا :
مكتب الإعلام : هواتف : 002226404931 - 002222239484 - 002226246063 - 002222049024 -
002224011101
منتديات شباب تكننت
chebab-teguenent.yoo7.com
موقع قرية تكننت
site.voila.fr/tegue/def.html
صور من الرابطة ونشاطاتها :